# 比拉达 (巴塞罗那省)
比拉达，是西班牙加泰罗尼亚巴塞罗那省的一个市镇。总面积22平方公里，总人口530人（2001年），人口密度24人/平方公里。